# Municipio de Upper Saucon
El municipio de Upper Saucon  (en inglés: Upper Saucon Township) es un municipio ubicado en el condado de Lehigh en el estado estadounidense de Pensilvania. En el año 2000 tenía una población de 11.939 habitantes y una densidad poblacional de 186.8 personas por km².

## Geografía
El municipio de Upper Saucon se encuentra ubicado en las coordenadas 40°29′30″N 75°24′59″O / 40.49167, -75.41639.

## Demografía
Según la Oficina del Censo en 2000 los ingresos medios por hogar en la localidad eran de $66,703 y los ingresos medios por familia eran $73,381. Los hombres tenían unos ingresos medios de $50,041 frente a los $30,165 para las mujeres. La renta per cápita para la localidad era de $27,606. Alrededor del 1,8% de la población estaban por debajo del umbral de pobreza.